# Francisque Teyssier
Francisque Teyssier, nacido el  2 de enero de 1969 en Salon-de-Provence, es un ciclista francés ya retirado. Fue profesional de 1992 a 2000 y fue Campeón de Francia en Contrarreloj en dos ocasiones.
Después de su carrera como ciclista, se convirtió en director deportivo del equipo Vélo Club Saint-Antoine La Gavotte y concejal del municipio de Cornillon-Confoux, en la Bouches-du-Rhône.

## Palmarés
1992
- Tour Nord-Isère

1993
- 3.º en el Campeonato de Francia en Ruta

1994
- 2 etapas del Tour de Poitou-Charentes

1997
- Campeonato de Francia Contrarreloj

1998
- 1 etapa del Regio-Tour
- Gran Premio de las Naciones
- 2.º en el Campeonato de Francia  Contrarreloj

2000
- Campeonato de Francia Contrarreloj

## Resultados en las grandes vueltas
| Carrera         | 1992 | 1993 | 1994 | 1995 | 1996 | 1997 | 1998 | 1999 | 2000 |
| --------------- | ---- | ---- | ---- | ---- | ---- | ---- | ---- | ---- | ---- |
| Giro de Italia  | -    | -    | -    | Ab.  | -    | -    | -    | -    | -    |
| Tour de Francia | -    | -    | -    | -    | Ab.  | -    | -    | -    | -    |
| Vuelta a España | -    | -    | -    | -    | -    | 23.º | -    | -    | -    |